# Eupithecia sticticata
Eupithecia sticticata là một loài bướm đêm trong họ Geometridae.